# Alois Bach (Maler)

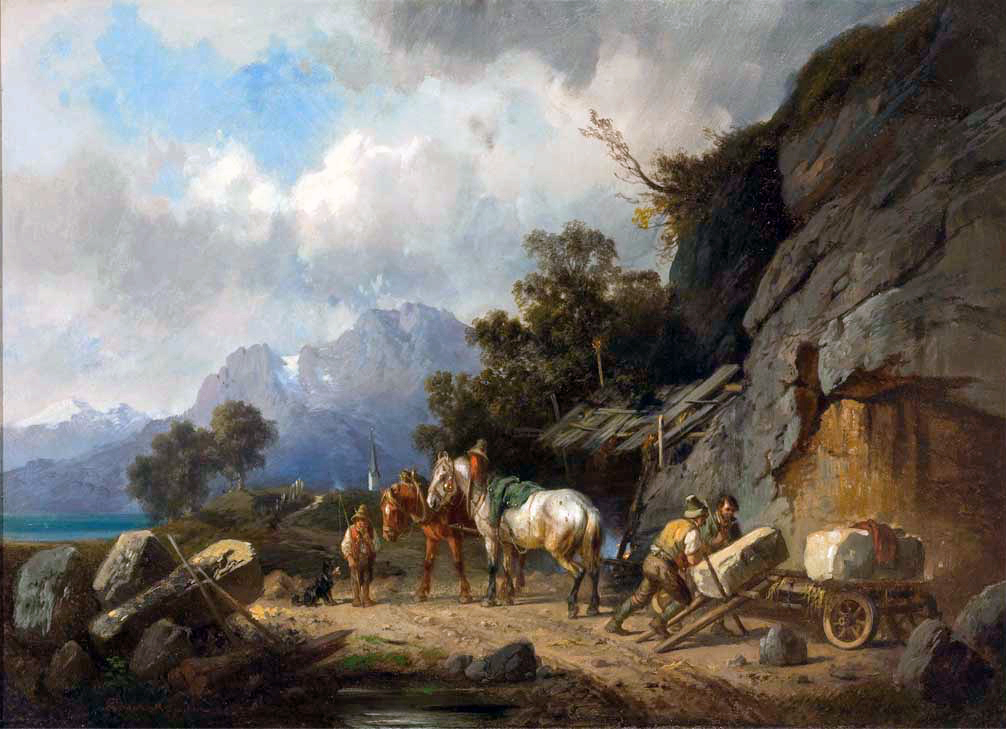
„Im Steinbruch“ – Öl/Lwd. 46,5 × 64 cm

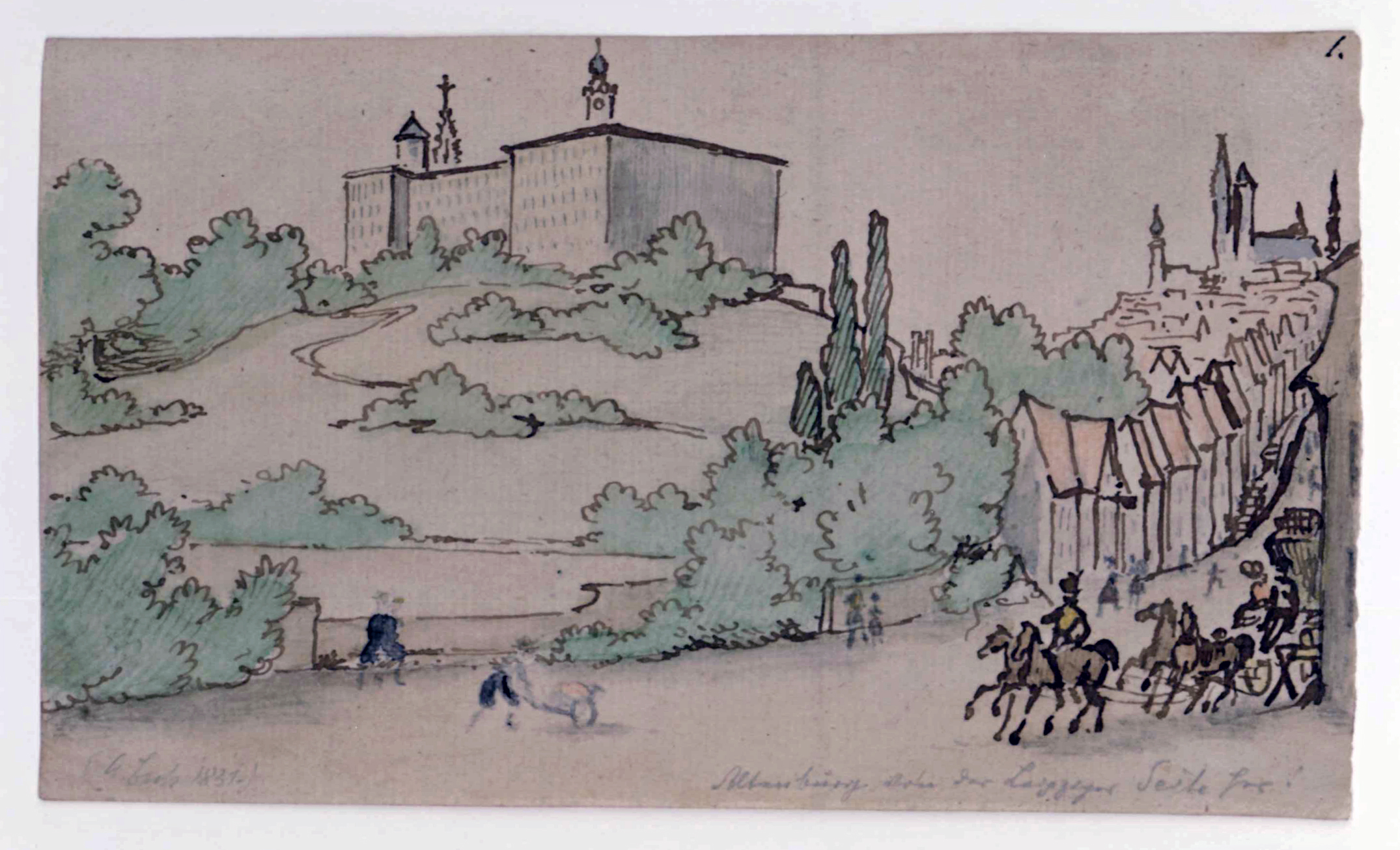
„Altenburg von der Leipziger Seite her.“ – Tuschezeichnung bez. 1831

Max Alois Bach (* 12. Dezember 1809 in Eschlkam; † 6. März 1893 in München) war ein deutscher Genre-, Tier- und Landschaftsmaler sowie Radierer und Lithograf.

## Leben
Bach war ein Sohn des königlich Bayerischen Marktschreibers Franz de Paula Bach. Er studierte seit dem 30. April 1827 Malerei an der Akademie der Bildenden Künste München unter Heinrich Hess. Er widmete sich jedoch nicht den „alten Heiligen“ sondern wandte sich der Soldaten- und Schlachtenmalerei von dessen Bruder Peter von Hess zu. Seine Landschaften wurden durch die Maler Albrecht Adam, Heinrich Bürkel, Max Josef Wagenbauer und Philips Wouwerman beeinflusst. Friedrich Pecht schrieb dazu:

„Das Landschaftliche spielt [bei ihm] durchweg eine so vorherrschende Rolle, dass die Figuren mehr nur als Staffage erscheinen und als Mittel der Vervollständigung der koloristischen Stimmung, die er mit Vorliebe in einem kühlen grauen Tone hält. In der Behandlung des Landschaftlichen schloss er sich seit Jahren durchaus an seinen Freund Ed. Schleich an, zu dessen Schule er eigentlich zu rechnen ist.“

Bach heiratete am 1. Juni 1838 Friederike Luise (geborene Obermair). Das Paar hatte fünf Töchter. Er zählte zum Freundeskreis des Malers Carl Spitzweg, für dessen Gemälde er auch die Vorzeichnungen entworfen hat. So entwarf er für das Gemälde Der Klapperstorch von Carl Spitzweg die genaue Vorzeichnung des Storchs.
Von dem Aquarell Pflüger im Frühling und dem Gemälde Thurn und Taxis Postreiter sind vergrößerte Farbfotos im Gasthaus zur Post in Eschlkam ausgestellt. Ein Originalgemälde befindet sich im Privatbesitz einer Eschlkamer Familie.
Werke (Auswahl)
- Der Postwagen im Schnee
- Pferdebilder aus dem Marstall des Fürsten Thurn und Taxis in Regensburg